# Pure Trance
Pure Trance (яп. ピュア・トランス Пюа Торансу) — однотомная сёдзё-манга японской художницы Дзюнко Мидзуно, впервые опубликованная в 1998 году. Это дебютная работа для мангаки. Изначально манга выходила в буклетах, прилагавшихся к сборникам серии CD-дисков Pure Trance лейбла Avex Trax, а только позже была выпущена единым томом.
В июле 2005 года манга была издана на английском языке.

## Сюжет
Действие происходит в мире будущего, через несколько десятилетий после окончания Последней Мировой Войны. Человечество было вынуждено уйти под землю. Очень быстро возникла проблема нехватки пищи, и правительство начало производство специальных капсул «Pure Trance», способных заменить — и вскоре действительно заменивших — обычную еду.
Многие люди потребляют эти капсулы в чрезмерных количествах, что быстро начинает сказываться на их физическом состоянии. Для их лечения создаются специальные медицинские центры — Центры оказания помощи страдающим от переедания (для краткости просто Центры).
Манга повествует о страшных событиях, происходящих в 102-м Центре, как и о жизни подземного города в целом; а впоследствии о том, как человечество поднимается на поверхность и вновь открывает для себя мир, в котором никто уже не зависит от капсул.

## Персонажи
Кэйко Ямадзаки — Она же «Директриса», руководитель 102-го Центра оказания помощи страдающим от переедания. Никто толком не знает, где она родилась, выросла и получила образование. И никто не может сказать, откуда в ней взялось столько кровожадности и жестокости по отношению к медсестрам, пациентам, да и всем, кто рискнул оказаться поблизости. Наркотически зависима от «жидкого яблока» — лекарства для больных, вызывающего галлюцинации у здоровых людей. Обожает мясо (распространение которого запрещено законом), часто без причины избивает — а порой и убивает — медсестер и практически никогда не заботится о судьбе пациентов.
Каори Судзуки — Медсестра 102-го Центра. Одна из немногих психически здоровых людей в больнице. Воспитывалась в уважаемой семье, в которой ей с детства прививали умение любить и заботиться об окружающих людях. Она была шокирована, впервые оказавшись в 102-м Центре; однако вскоре она приспособилась и начала вести тайную борьбу с порядком, установленным Директрисой и её последовательницами.
Кимико — Руководитель охраны 102-го Центра. Окончила Школу Военного Дела в Икэбукуро. Судьба явно была к ней неблагосклонна: Кимико скоро осталась без работы и жила на деньги, заработанные вымогательством и шантажом. Однажды она столкнулась с Директрисой — и с тех пор работает в 102-м Центре. Кимико — яростная фанатка поп-звезды Сэйко; её комната битком забита дисками, кассетами, плакатами, игрушками и прочими вещами, посвящёнными её кумиру. Другие медсестры ненавидят её, ибо Кимико к тому же является любимицей Директрисы.
Дети-сироты: Рика и Юрико, сёстры-близняшки Юки и Мики — Их матери были доставлены в больницу из-за проблем с перееданием. Чтобы это не помешало развитию эмбрионов, их извлекли и поместили в аппараты, в которых они могли продолжать своё развитие. Вскоре все три женщины погибли из-за халатности Директора, оставив детей на попечение больницы. В какой-то момент Директор решила убить всех четверых детей, и Каори, спасая их, была вынуждена бежать с ними на Поверхность.

## Критика
Пол Граветт внёс Pure Trance в своей список рекомендаций к прочтению. Джейсон Томпсон в Manga: The Complete Guide (2007) оценил Pure Trance на 3,5 из 4 звезд, восхваляя её как сочетания работы Раса Мейера и научно-фантастических фильмов 1970-х. Отметив, что Мидзуно вдохновлялась работами Осаму Тэдзуки, он похвалил рисунок как «плотный и безумный».